# آل ملهم

تعديل مصدري - تعديل

آل ملهم هي إحدى قرى عزلة  الوضيع بمديرية الوضيع التابعة لمحافظة أبين، بلغ تعداد سكانها 183 نسمة حسب تعداد اليمن لعام 2004.